# Николай Люцканов
Вижте пояснителната страница за други личности с името Николай Колев.
Николай Люцканов Колев е български театрален режисьор и преподавател (професор). Баща на актьора Владимир Люцканов.

## Биография
Завършва Театралното училище в София, в класа на Стефан Сърчаджиев и Боян Дановски. Специализира театрална режисура в Санкт-Петербург при известния проф. Вивиен.
Започва работа като режисьор в Бургаския драматичен театър, където прави дебют с „Фуенте Овехуна“ на Лопе де Вега. По-късно получава покана от Народния театър, където поставя с голям успех редица постановки в периода 1959 – 1966 г., сред които най-успешната е „Иван Шишман“ от Камен Зидаров със Стефан Гецов в главната роля. Знаменателен е фактът, че броят на представленията на пиесата е над 300 – рекордна цифра в българския театър. През 70-те години на XX век е режисьор в Младежкия театър, което съвпада с разцвета на този вид изкуство. Неговата постановка на спектакъла „Кухнята“ от Арнолд Уескър е едно от знаковите заглавия на театъра по това време.
От 1982 до 1988 г. отново е в Народния театър, където поставя запомнящите се постановки „От ума си тегли“, „Синята птица“ и „Пер Гинт“. Поради желанието му да направи спектакъл по романа „Хайка за вълци“ на Ивайло Петров бива уволнен от театъра от директора Дико Фучеджиев.
Дългогодишен преподавател в НАТФИЗ. Негови ученици са сред най-изявяните имена в театъра – проф. Здравко Митков, Тодор Колев, Владимир Пенев, Светлана Янчева, Николай Урумов, Станка Калчева, Михаил Билалов, Ани Вълчанова, Борис Чернев и други.

## Филмография (режисьор)
- В новия квартал (1966)